# Alois Zálešák
Alois Zálešák (* 28. června 1930) byl český a československý politik Komunistické strany Československa, poslanec České národní rady a Sněmovny národů Federálního shromáždění na počátku normalizace.

## Biografie
K roku 1969 se uvádí jako ekonomický náměstek ředitele podniku Průmyslové stavby, n. p., Brno.
Po provedení federalizace Československa usedl do Sněmovny národů Federálního shromáždění. Mandát nabyl až dodatečně v prosinci 1969. Do federálního parlamentu ho nominovala Česká národní rada, kde rovněž zasedal. Ve FS setrval do května 1970, kdy rezignoval na svou funkci.